# وستر-کوخن‌لاند
وستر-کوخن‌لاند (به هلندی: Wester-Koggenland) یک شهرستان در هلند است که در هلند شمالی واقع شده‌است. وستر-کوخن‌لاند ۶۲٫۵۹ کیلومتر مربع مساحت و ۱۳٬۷۵۷ نفر جمعیت دارد.